# Baron-sur-Odon
Baron-sur-Odon é uma comuna francesa na região administrativa da Normandia, no departamento Calvados. Estende-se por uma área de 6,42 km². Em 2010 a comuna tinha 983 habitantes (densidade: 153,1 hab./km²).